# Дорожные приключения (Гравити Фолз)
«Дорожные приключения» (англ. Roadside Attraction) — 16 серия 2 сезона американского мультсериала «Гравити Фолз».

## Сюжет
Стэн объявляет, что Диппер, Мэйбл и Зус вместе с ним едут в поездку на доме на колёсах по штату Орегон для посещения туристических мест, чтобы отомстить владельцам таких мест, так как каждый год они вредят Хижине Чудес. Мэйбл также берёт в путешествие своих подруг — Кэнди и Гренду.
Мэйбл всё упаковала, в том числе коробку, принадлежащую Дипперу. Она случайно роняет её на землю, и оттуда вываливается много фотографий Венди. Диппер в спешке подбирает их. Друзья говорят ему, что он должен забыть о Венди, и эта поездка — хороший шанс двинуться дальше и встретиться с другими людьми. Диппер соглашается.
Первая остановка — «Медовая бабуля и её огромный клубок». Диппер пытается поговорить с девушкой, но терпит неудачу. Стэн замечает его неудачную попытку и даёт Дипперу советы относительно общения с девочками. Они распутывают клубок пряжи и уезжают.
Вторая остановка — «Дом Вверх-дном». Диппер пробует на деле советы Стэна, заведя разговор с девочкой, Эммой Сью, и получает её адрес электронной почты. Радуясь этому, он улыбается и говорит привет Мэйбл, Гренде и Кэнди, которая краснеет. Уверенность Диппера в себе возрастает, что привлекает Кэнди. Стэн и Зус переворачивают дом и уезжают.
В следующих двух туристических местах Диппер также заводит знакомства, Мэйбл с подругами развлекаются, а Стэн и Зус занимаются подстрекательством. В «Кукурузном лабиринте» Пайнсы и их друзья случайно забыли Зуса.
Они остаются на ночь на «Парковке септических ребят». В горячей ванне Стэн рассказывает Дипперу несколько историй из своего прошлого. Диппер же показывает свои исписанные номерами и адресами почты руки. Стэн рад за успехи племянника. Диппер волнуется, что может разбить сердца девушек, он ведь общается не ради каких-то отношений, а просто так. Стэн уверяет, что в этом и есть вся суть знакомств в путешествиях — ты никогда больше не увидишь этих людей. Мэйбл, Кэнди и Гренда сидят у костра, едят зефир и играют в «Правда, риск или нет». Мэйбл и Гренда узнают, что Кэнди начал нравиться Диппер, а Мэйбл разрабатывает план, чтобы их свести.
Конечная остановка — «Загадочная гора». По дороге Мэйбл и Гренда пытаются свести Диппера и Кэнди вместе. Мэйбл говорит Стэну, что её укачало, и она хочет сидеть впереди, а Гренда спрашивает, может ли сесть на два места назад. Стэн разрешает им, и Диппер оказывается наедине с Кэнди. Она приглашает его на свидание. Диппер, боясь обидеть Кэнди, соглашается.
Когда они доехали, Диппер делится сомнениями со Стэном относительно его методов флирта с девочками. Стэн демонстрирует свою методику на работнице по имени Дарлин. Он с ней идёт на свидание на Вдовий пик. Диппер и Кэнди отправляются в Музей мумий. Там неожиданно Диппер встречается с тремя девочками, которые дали ему свои телефонные номера и адреса электронной почты. Все в недоумении. Они просят его выбрать, какую из них он любит, однако под давлением Диппер признаётся, что ему не нравится ни одна из них, он просто пытался научиться разговаривать с девочками. Они все уходят, в том числе и Кэнди, оставив Диппера одного.
Во время свидания Стэна, Дарлин неожиданно превращается в паука и похищает его. Ему удаётся связаться по рации с Диппером, и тот предупреждает Мэйбл, Гренду и Кэнди об опасности. Когда Дарлин уходит приготовить напиток, близнецы, Гренда и Кэнди освобождают Стэна и убегают.
Они садятся на фуникулёр, но есть проблема — это самый медленный фуникулёр в мире, из-за чего паук догоняет их. Кэнди, используя информацию из туристической брошюры, отцепляет фуникулёр от кабеля. Они падают вниз с горы, отталкиваясь от мощного гейзера и приземляются у входа в туристический центр. Дарлин оказывается в ловушке под сапогом статуи Пола Баньяна и пытается обмануть Стэна, чтобы тот её освободил, однако дети его останавливают. Перед их отъездом она говорит, что с такими банальными подходами мужчин к девушкам её сородичи без добычи не останутся. В дороге Диппер и Стэн беседуют между собой, и Стэн признаётся, что он не эксперт по женщинам, а обычный неудачник, так как у него есть один развод в прошлом. Диппер стёр все номера и адреса со своих рук и показал их ему, сказав, что тоже неудачник, но зато целый день он не думал о Венди. Хоть дядя и научил его быть увереннее в себе, но нужно ещё научиться правильно пользоваться этим — такой вывод делает Диппер. После этого Диппер приносит извинения Кэнди с помощью брошюры, которую он сделал. Кэнди говорит, что она потеряла интерес к нему, когда он бежал от Дарлин, и они мирятся. Они прибывают в Хижину Чудес, испорченную конкурентами Стэна. Мэйбл говорит, что Зус всё сделает, но тут все замечают, что они его потеряли.
В титрах Зус стоит в центре кукурузного лабиринта. Он вспоминает слова Бабулиты о том, что если потерялся, то нужно оставаться на месте и ждать помощи.

## Вещание
В день премьеры эпизод посмотрели 909 тысяч человек.

## Отзывы критиков
Обозреватель развлекательного веб-сайта Nerdly Гретхен Фелкер-Мартин, отметил, что ему «понравился темп эпизода, так как он подобен настоящему дорожному путешествию: длинные отрезки спокойных разговоров и словесного общения, прерываемые тихими, обезоруженными ночами и небольшими всплесками маниакальной активности».
Обозреватель развлекательного веб-сайта Rotoscopers Джонатан Норт похвалил эпизод за мораль: «Если хочешь добиться девушки, не будь гадом».
На агрегаторе-оценок IMDB серия имеет рейтинг 8/10 на основе 2 014 пользовательских оценок.

## Криптограммы

### Титры
Криптограмма в финальных титрах «VCDH, PZNS P CSSOS VDPUHB GTXILSKTV, VYSCIYROZN USLQR WXW NDM WDQVZOGS, EEG PTUVZHBSTH R WOAZMEJ PJAPURU PCH JDGHN GRW OADRX WVT LEP.». После расшифровки шифром Виженера получаем «SOOS, LIKE A NOBLE GOLDEN RETRIEVER, EVENTUALLY FOUND HIS WAY HOMEWARD, AND BEFRIENDED A TALKING BULLDOG AND SASSY CAT ALONG THE WAY.» (рус. Зус, как благородный золотистый ретривер, в конце концов нашёл свой путь домой, и подружился с говорящим бульдогом и нахальным котом.).

### Изображение в конце
Криптограмма в конце эпизода 21-23-6-12-23 11-21-21-9-6-13-12-19 6-19-4-3-6-10-19-20 23-12 −12 16-15-5 18-12-9-1-19-6-5, 11-23-6-15-12-23-10 20-15-2-9-6-21-19-20 16 −15-11 23-18-4-19-6 9-10-12-25 5-15-26 16-9-3-6-5, 22-19-23-4-6-15-21-19 5-12-23-8-8-19-20 16-15-11 18-9-6 22-19-15-10-17 23 21-23-20, 9-12-20 17-9-12- 20-15-19’5 4-16-19 22-19-5-4 17-15-6-12-18-6-15-19-10-20 5-4-23-10 19-2-19 . −6 16-23-20, которая, при декодировании с помощью комбинированного шифра, гласит: «CARLA MCCORKLE RETURNED ALL HIS FLOWERS, MARILYN DIVORCED HIM AFTER ONLY SIX HOURS, BEATRICE SLAPPED HIM FOR BEING A CAD, OLD GOLDIE’S THE BEST GIRLFRIEND STAN EVER HAD.» (рус. Карла МакКоркл возвращала все его цветы, Мэрилин развелась с ним спустя всего шесть часов, Беатрис ударила его, потому что он был хамом, Старый Голди лучшая девушка, которая была у Стэна когда-либо.).